# Aida Mohamed
Aida Mohamed (ur. 12 marca 1976 w Budapeszcie) – węgierska florecistka, wielokrotna medalistka mistrzostw świata i Europy.
Jej matka jest Węgierką, a ojciec Syryjczykiem.
W 1991 roku zdobyła indywidualnie brązowy medal w kategorii kadetów na mistrzostwach świata juniorów w Foggii. W tym samym roku zdobyła złoto na mistrzostwach świata juniorów w Istambule. W kolejnych latach zdobywała: złoto wśród kadetów i juniorów w 1992 roku, złoto wśród kadetów i brąz wśród juniorów w 1993 roku, srebro indywidualnie i złoto drużynowo na mistrzostwach świata juniorów w Meksyku w 1994 roku oraz złoto indywidualnie na mistrzostwach świata juniorów w Tournai w 1996 roku.
Podczas mistrzostw świata w Essen w 1993 roku wywalczyła indywidualnie srebrny medal. Wyprzedziła ją jedynie Włoszka Francesca Bortolozzi. Na rozgrywanych rok później mistrzostwach świata w Atenach wspólnie z Gabriellą Lantos, Zsuzsanną Jánosi i Ildikó Minczą zdobyła brązowy medal w turnieju drużynowym. Ponadto zdobywała brązowe medale w zawodach indywidualnych na mistrzostwach świata w Lizbonie (2002), mistrzostwach świata w Hawanie (2003), mistrzostwach świata w Turynie (2006) i mistrzostwach świata w Petersburgu (2009).
Wystartowała na igrzyskach olimpijskich w Atlancie w 1996 roku, zajmując ósme miejsce indywidualnie i czwarte drużynowo. Na rozgrywanych cztery lata później igrzyskach olimpijskich w Sydney w zawodach indywidualnych była siódma, a drużynowo zajęła szóste miejsce. Na igrzyskach olimpijskich w Atenach w 2004 roku wystartowała tylko w turnieju indywidualnym, w którym była czwarta. Walkę o brązowy medal przegrała z Polką Sylwią Gruchałą 9:15. Następnie wzięła udział w igrzyskach olimpijskich w Pekinie w 2008 roku, zajmując dziesiąte miejsce indywidualnie i czwarte drużynowo. Następnie była dziewiąta indywidualnie podczas igrzysk olimpijskich w Londynie w 2012 roku, zajmując dziesiąte miejsce indywidualnie. W tej samej konkurencji była czternasta na igrzyskach olimpijskich w Rio de Janeiro w 2016 roku. Brała także udział w igrzyskach olimpijskich w Tokio w 2020 roku, zajmując siódme miejsce zawodach drużynowych. Podczas ceremoii otwarcia tych igrzysk Mohamed była chorążym reprezentacji Węgier.
Ponadto wielokrotnie zdobywała medale mistrzostw Europy: srebrny indywidualnie na ME w Lizbonie (1992), brązowy drużynowo na ME w Bolzano (1999), srebrny drużynowo na ME w Koblencji (2001) i ME w Moskwie (2002), złoty drużynowo na ME w Gandawie (2007), srebrny drużynowo na ME w Kijowie (2008) oraz brązowy indywidualnie na ME w Montreux (2015).
Żona kanadyjskiego szpadzisty, Laurie Shonga.